# Pobeda (linie lotnicze)
Pobeda (także Pobieda, ros. Победа, tłum. Zwycięstwo) – rosyjskie tanie linie lotnicze w całości należące do „Aerofłotu”. Bazą i głównym węzłem jest Port lotniczy Moskwa-Wnukowo. Linie obsługują trasy zarówno wewnątrzrosyjskie, jak i międzynarodowe.

## Historia
W 2014 roku z powodu sankcji wobec Rosji zawiesiły swoją działalność tanie linie lotnicze Dobrolot. Linie lotnicze Pobeda zastąpiły zlikwidowaną spółkę.
1 grudnia 2014 roku odbył się pierwszy rejs na trasie Moskwa-Wnukowo – Wołgograd.
Pod koniec 2015 roku uruchomiono pierwsze zagraniczne połączenia – do Wiednia i Bratysławy.
W 2018 roku linie przewiozły łącznie ponad 7 mln osób.

## Flota
Flota składa się z samolotów marki Boeing.

## Porty docelowe

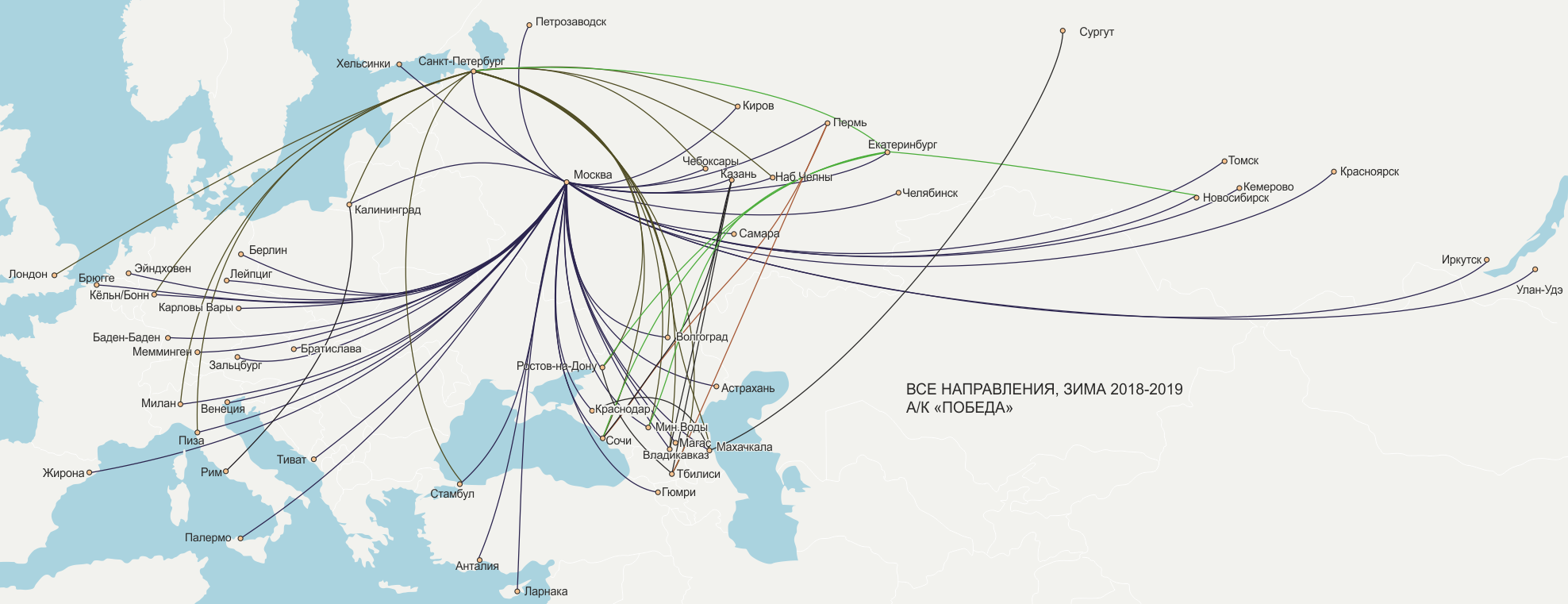
Mapa połączeń Pobedy

Stan na maj 2019 roku:
- Rosja
  - Astrachań
  - Czeboksary
  - Czelabińsk
  - Jekaterynburg
  - Kazań
  - Kemerowo
  - Kirow
  - Krasnodar
  - Krasnojarsk
  - Magas
  - Machaczkała
  - Nabierieżnyje Czełny
  - Nowosybirsk
  - Perm
  - Petersburg
  - Pietrozawodsk
  - Rostów nad Donem
  - Samara
  - Soczi
  - Surgut
  - Tomsk
  - Ułan Ude
  - Władykaukaz
  - Wołgograd

- Armenia
  - Giumri

- Austria
  - Salzburg

- Belgia
  - Brugia

- Cypr
  - Larnaka

- Czarnogóra
  - Tivat

- Czechy
  - Karlowe Wary

- Gruzja
  - Tbilisi

- Hiszpania
  - Girona

- Holandia
  - Eindhoven

- Finlandia
  - Helsinki

- Niemcy
  - Baden-Baden
  - Berlin
  - Kolonia
  - Lipsk
  - Memmingen

- Słowacja
  - Bratysława

- Turcja
  - Antalya
  - Stambuł

- Wielka Brytania
  - Londyn

- Włochy
  - Mediolan
  - Palermo
  - Piza
  - Rzym
  - Wenecja